# Большая Куйсарина
Большая Куйсарина — деревня в Аргаяшском районе Челябинской области России, входит в состав Кулуевского сельского поселения. Имеется 1 общеобразовательная школа, 1 детский сад.

## Население
| 2002 | 2010 |
| ---- | ---- |
| 563  | ↘502 |

Проживают башкиры.

## География
Расположена на севере Челябинской области, в южной части Аргаяшинского района, примерно в 41 км к юго-западу от районного центра — села Аргаяш, по левому берегу реки Караси. В деревне 12 улиц и 1 переулок.

## Известные уроженцы
- Шафиков, Таймас Шафикович - государственный деятель, председатель ЦИК БАССР (1929—1931).